# Synapha fasciata
Synapha fasciata är en tvåvingeart som beskrevs av Johann Wilhelm Meigen 1818. Synapha fasciata ingår i släktet Synapha och familjen svampmyggor. Arten är reproducerande i Sverige. Inga underarter finns listade i Catalogue of Life.